# Coligação ASDT/PSD
Coligação ASDT/PSD är en valallians i Östtimor, bildat inför parlamentsvalet 2007 av de båda socialdemokratiska partierna Associação Social-Democrata Timorense (ASDT) och Partido Social Democrata (PSD).
I valet den 30 juni fick alliansen 15,73 % av rösterna och 11 mandat. Coligação ASDT/PSD tog plats i regeringen Gusmão, tillsammans med Nationalkongressen för timoresisk återuppbyggnad och Partido Democrático.